# فهرست میراث جهانی در یمن
میراث جهانی در یمن شامل پنج اثر فرهنگی و طبیعی در یمن می‌باشد. یمن ۷ اکتبر ۱۹۸۰ به این کنوانسیون پیوست و تا سال ۲۰۲۰ افزون بر ۵ مکان ثبت شده ۹ سایت نیز از این کشور در فهرست آزمایشی قرار گرفته‌است.
سایت‌های میراث جهانی سازمان آموزشی، علمی و فرهنگی ملل متحد، یونسکو مکان‌هایی هستند که دارای اهمیت فرهنگی یا طبیعی هستند، همان‌طور که در پیمان‌نامه میراث جهانی، که در سال ۱۹۷۲ تأسیس شده، شرح داده شده‌است. طبق کنوانسیون یونسکو هر اثری پس از ثبت توسط این کمیته باید از سوی کشور نگهدارنده اثر مورد توجه ویژه قرار گیرد و انجام هرگونه دخل و تصرف یا اقدامی که باعث به خطر افتادن آن شود، ممنوع است.
شهر قدیمی صنعا و شبام و دیوار آن از نخستین آثاری بودند که در فهرست میراث جهانی این کشور ثبت شدند. شهر تاریخی زبید نیز در سال ۲۰۰۰ به دلیل تهدیدات مربوط به توسعه در فهرست میراث جهانی در خطر ثبت شد. پیش از جنگ، عرش بلقیس با ستون‌ها و کتیبه‌های باقی‌مانده که برخی از آن‌ها تا ۸ متر ارتفاع دارند و پله‌های سنگی بزرگش گردشگرانی از سراسر جهان را به جنوب شبه‌جزیره عربستان می‌کشاند. معبد بران یکی از گنجینه‌های تاریخی یمن محسوب می‌شود که امروز تنها با حصارهای فلزی و سیم‌های خاردار حفاظت می‌شود. عدم امنیت در اطراف این بنای باستانی آن را مستعد آسیب‌پذیری و حتی تخریب احتمالی کرده که می‌تواند ضایعه بزرگی برای میراث فرهنگی-باستانی جهان باشد.
جنگ ویرانگر یمن باعث افزایش غارتگری بی پروا و قاچاق میراث فرهنگی این کشور شده‌است، چنان‌که درخواست‌ها برای بازسازی و حراست از اماکن تاریخی و نسخ خطی، که تاریخچه بعضی از آنها به روزهای نخستین اسلام برمی گردد، روز به روز بیشتر می‌شود. این جنگ صرف نظر از بحران‌های انسانی که تا کنون آفریده، به خطری برای آثار فرهنگی و تاریخی بدل شده‌است. یک نمونهٔ آن «معبد أوام» است که این سرزمین را به دوران پیش از اسلام و دوره تجارت با ادویه‌جات در زمان فرمانروایی بلقیس بنت ذی‌شرح، ملکه پررمز و راز سرزمین سبا، پیوند می‌دهد.
به کمک طرح «پول در ازای کار: ارتقای فرصت‌های معیشتی جوانان شهری یمن» که با هماهنگی یونسکو و بودجه اتحادیه اروپا راه اندازی شده و دفتر یونسکو در یمن و کشورهای حوزه خلیج فارس به اجرا درآورده، بیش از ۱۵۰ مکان تاریخی در سه نقطه از یمن که نام آنها در فهرست میراث جهانی در معرض خطر ذکر شده مورد مرمت قرار گرفته‌است. در این طرح تاکنون بیش از ۲ هزار و ۳۶۰ مرد و زن برای مرمت این اماکن استخدام شده‌اند. به کمک این طرح همچنین ۸ هزار بنای تاریخی شخصی و عمومی مورد نقشه‌برداری قرار گرفته‌است تا اطلاعات مورد نیاز برای طرح‌های مرمت شهری مبتنی بر شواهد تأمین شود. شهرهای صنعا، شبام، حضرموت، زبید و عدن برای کار مرمت انتخاب شده‌اند تا از آنها در برابر باران‌های سیلابی محافظت شود.

## میراث جهانی
یونسکو سایت‌ها را با ده معیار فهرست می‌کند. هر ورودی باید حداقل یکی از معیارها را داشته باشد.
| # | نگاره                               | نام   | موقعیت                             | ش ثبتمعیارها    | سال  | شرح | م      |
| ۱ | شبام، ۱۹۹۹                          | شبام  | حدیده                              | ۱۹۲(iii)(iv)(v) | ۱۹۸۲ | شبام، یکی از قدیمی‌ترین شهرهای یمن است که آثار باستانی بسیاری در آن وجود دارد، نام این شهر در سنگ‌نوشته‌های مختلف دوران گذشته آمده‌است. خیابان‌های باریک و کوچه‌پس‌کوچه‌های تنگ و تاریک آن جلوه و رونق زیبای دیگری به این شهر تاریخی داده‌است. این شهر برروی یک شیار صخره‌ای چند صد متر بالاتر از بستر دره ساخته شده‌است و جایگزین یک سکونت‌گاه پیشین است که در سال ۳-۱۵۳۲ به دست سیل ویران شد. چشم‌انداز اطراف زمین‌های آبیاری که در کشاورزی به کار گرفته می‌شده و همچنان نیز می‌شود، یک سامانه اقتصادی یکپارچه را تشکیل می‌دهد که شامل کشاورزی سیار، تولید گِل و به کار بردن گل برای ساخت و ساز ساختمان است که در منطقه همانند آن پیدا نمی‌شود. | [ ۹ ]  |
| ۲ | صنعا، ۲۰۰۸                          | صنعا  | صنعا                               | ۳۸۵(iv)(v)(vi)  | ۱۹۸۶ | صنعا که در دره یک کوه به بلندای ۲۲۰۰ متر واقع شده، بیش از ۲۵۰۰ سال مورد سکونت قرار دارد و در سده دوم پیش از میلاد هنگامی که پایتخت چندین پادشاهی یمنی گوناگون شد مقام رسمی پیدا کرد. در سده یکم پس از میلاد صنعا یک شهر تجاری مهم در منطقه به شمار می‌رفت. پس از سده هفتم میلادی، صنعا یک مرکز مهم برای گسترش اسلام بود و بناهایی همچو مسجد جامع صنعا ساخته شد و گفته می‌شود این مسجد هنگام زندگانی محمد ساخته شده‌است. بازسازی‌های صنعا توسط امپراتوری عثمانی در سده شانزده میلادی ادامه یافت. این شهر به عنوان نمونه‌ای برجسته از مجموعه معماری همگنی که منعکس‌کننده ویژگی‌های فضایی سال‌های نخستین اسلام است، در جایگاه خود از کیفیت هنری و دیداری شگفت‌انگیزی برخوردار است. خانه‌ها و ساختمان‌های عمومی صنعا که در نتیجه تغییرات اجتماعی معاصر آسیب‌پذیر شده‌اند، نمونه‌ای برجسته از سکونت‌گاه‌های سنتی و ابتدایی اسلامی هستند. | [ ۱۰ ] |
| ۳ | شهر تاریخی زبید                     | زبید  | حدیده                              | ۶۱۱(iii)        | ۱۹۹۳ | زبید یکی از شهرهای ساحلی منطقه تهامه در غرب یمن است و برروی فراز دلتای رودخانه و دشت سیل حاصلخیز قرار دارد. زبید یک شهر دایره‌ای‌شکل مستحکم با چهار دروازه اصلی است. هنگامی که اسلام در منطقه در سده هفتم گسترش یافت، این شهر سرسبز و شکوفا بود. توسعه این شهر به دلیل محمد بن زیاد، بنیان‌گذار دودمان زیادیان در یمن است که در سال ۸۲۰ میلادی توسط خلیفه عباسی مأمون برای سرکوب یک شورش فرستاده شد. | [ ۱۱ ] |
| ۴ | نگارهٔ ماهواره‌ای از جزیرهٔ اصلی سقطرا | سقطرا | حضرموت                             | ۱۲۶۳(x)         | ۲۰۰۸ | سقطرا، مجمع‌الجزایری است که در باختر اقیانوس هند، میان دو قارهٔ آسیا و آفریقا و در دهانهٔ خلیج عدن قرار دارد. جزایر سقطرا در دوران باستان دیوسکوریدس نامیده می‌شد و برای یونانیان، مصریان و رومیان شناخته شده بود. در انجیل نیز نام این جزایر آورده شده‌است. مردمان جزیره مدت‌ها پیرو آیین مسیحیت نسطوری بودند و در سدهٔ شانزدهم به کیش اسلام گرویدند. سقطرا در برگیرندهٔ جزیره‌های مرجانی سقطرا، عبدالکوری، سمهه، درسه و چندین جزیرهٔ کوچک‌تر است. جزایر سقطرا، از دیدگاه زیست‌بومی بسته‌است و به همین دلیل، گونه‌های جانوری و گیاهی منحصر به فردی دارد. نزدیک به یک سوم جانداران این جزایر، تنها در همان‌جا یافت می‌شوند. گونه‌ای درخت که به خون اژدها نامی است، در این منطقه فراوان است. | [ ۱۲ ] |
| ۵ | مأرب                                | مأرب  | بقایای پادشاهی باستانی سبا در مأرب | ۱۷۱۷(iii)(iv)   | ۲۰۲۳ | مأرب شهری باستانی و مرکز استان مأرب در کشور یمن است. مأرب در دورانی بسیار دور پایتخت یمن بوده‌است. آثار بلقیس ملکهٔ سبا در این شهر باستانی باقی‌مانده‌است. مأرب همچنین میهن قبیلهٔ أزد بوده است. در دوران تاریخ آبادانی مأرب کاخی بسیار زیبا و مشهور و سد تاریخی مأرب در این شهر قرار داشته‌است. | [ ۱۳ ] |

## فهرست آزمایشی
علاوه بر سایت‌های موجود در فهرست میراث جهانی، کشورهای عضو می‌توانند فهرستی از سایت‌های آزمایشی را که ممکن است برای نامزدی در نظر بگیرند، در این فهرست قرار دهند. نامزدها در فهرست میراث جهانی تنها در صورتی پذیرفته می‌شوند که سایت قبلاً در فهرست آزمایشی قرار داشته باشد.
| # | نگاره        | نام                       | موقعیت | ش ثبتمعیارها     | سال  | شرح | م      |
| - | ------------ | ------------------------- | ------ | ---------------- | ---- | --- | ------ |
| ۱ | صعده         | صعده                      | صعده   | ۱۷۱۸(i)(iv)(v)   | ۲۰۰۲ | صعده یکی از قدیمی‌ترین شهرهای قرون وسطایی یمن است که از دیدگاه تاریخی، معماری، شهری و معنوی از ارزش و اهمیت زیادی برخوردار است. صعده که توسط امام هادی یایا در سده نهم بنیان‌گذاری شد، به مهد «زیدیه»، یک مکتب معنوی قدرتمند اندیشه اسلامی در یمن تبدیل شد. این شهر بدون وقفه رشد می‌کند و با یک طرح قرون وسطایی با معماری خاکی،بسیار مشخصه ، نماینده کل منطقه است. این امر، آن را به شهری منحصر به فرد و همچنان زنده و از جمله نخستین شهرهای عربی-اسلامی تبدیل می‌کند. این شهر دارای محوطه استثنایی دیوار زمینی زبور به طول ۳۰۰۰ متر و عرض ۴ متر مجهز به ۵۲ برج دیده‌بانی و ۱۶ دروازه که از معروف‌ترین آنها باب الیمن و باب نجزان است. خانه‌ها و کاخ‌های این شهر در چندین طبقه از خاک و آجر ساخته شده‌اند که از نیمه راه به حیاط تزئین شده باز می‌شوند. در داخل دیوارها، ۱۴ مسجد متعلق به قرن ۱۰ تا ۱۶ میلادی است. مسجد بزرگ که در آن یازده جانشین امام اول زیدی مدفون شده‌اند و مسجد النصاری از مکان‌های معنوی آموزشی عالی و ارزش معماری غیرقابل انکاری به‌شمار می‌رود. مناره‌ها مانند گنبدهای مختلف زیبایی کمیاب دارند.دژه سده ۱۶ و ۱۸ که بر روی تپه‌ای از سرباره آهن (بقایای کارگاه‌های صنعتگران برای قرن‌ها) نشسته‌است، اکنون غیرفعال است. در خارج از شهر، گورستان زیدی بزرگترین و قدیمی‌ترین گورستان یمن است که با سنگ‌های بی شماری پر شده‌است که همه آنها به طرز ماهرانه‌ای حکاکی شده‌اند. در خروجی باب یمن، آب انبارهای باستانی، صخره‌های عظیم حکاکی‌های دوران نوسنگی را نشان می‌دهند که نشان دهنده حیوانات وحشی است که امروزه ناپدید شده‌اند. چهار ارگ از شهر محافظت می‌کردند، تولموس، آلساما، سینارا که توسط عثمانی‌ها بازسازی شده بود و ال-عبا. این دره شامل ده دهکده، خانه‌های زیبا احاطه شده توسط کشتزارها، تاکستان‌ها و درختان میوه است. | [ ۱۵ ] |
| ۲ | ثلاء         | ثلاء                      | عمران  | ۱۷۱۹(i)(iii)(iv) | ۲۰۰۲ | ثلاء یکی از پنج شهر تاریخی اولویت دار در فهرست آزمایشی یمن است. این شهر تاریخی یکی از پنج شهر پرطرفدار شناخته‌شده توسط گردشگران در منطقه صنعا است. نخستین «نصب» به نام اطاله، به دوره هیمیاری برمی‌گردد که با کتیبه‌هایی که هنوز روی صخره قابل مشاهده است تأیید شده‌است. این شهر به خوبی حفظ شده توسط یک دیوار دست نخورده احاطه شده‌است که در پای یک صخره عالی با ماسه سنگ صورتی ساخته شده‌است. خانه‌های سه تا پنج طبقه‌ای که در برابر هم قرار گرفته‌اند، تنها راه‌های باریکی را به جا می‌گذارند که در آن می‌توان نماهای سنگی اخرایی، مجسمه‌های فریز با تنوع بی‌نهایت را تحسین کنید. دروازه‌های بارو، مساجد و مقبره‌ها، کاخ امام سابق، حوض‌ها، حمام‌ها و سوق صنعتگران، این شهر قرون وسطایی را تکمیل می‌کنند که هیچ‌یک از حیات خود را از دست نداده‌است. صخره‌ای که بر شهر مسلط است و توسط قلعه حصن الغراب محافظت می‌شود از طریق یک مسیر باستانی و پلکان در دسترس. در بالا، خرابه‌های چند خانه در اطراف آب انبارهای بزرگ که توسط یک برج محافظت می‌شوند، دوران باستان را به یاد می‌آورند. از آنجا، یک پانورامای ۳۶۰ درجه از کل منطقه شگفت‌انگیز است. این شهر که توسط دیواری به طول ۲۰۰۰ متر، ارتفاع ۵ تا ۷ متر و عرض ۳ متر احاطه شده‌است، دارای ۲۶ برج مراقبت و ۹ دروازه است. حدود ۶۰۰ خانه سنگی، همه به یک سبک و طراحی هماهنگ، وحدتی استثنایی به کل می‌بخشد که با مساجد متعددی که بزرگترین آنها به قرن ۱۲ برمی گردد، نقطه گذاری شده‌است. بازار سنتی قدیمی از ۱۱۰ غرفه با نقاط آبی و راه‌آهن‌های کاروانسی آن، این شهر قرون وسطایی را تکمیل می‌کند. | [ ۱۶ ] |
| ۳ | مدرسه عامریه | مدرسه عامریه              | بیضاء  | ۱۷۲۰(i)(iv)      | ۲۰۰۲ | مسجد العامریه از آثار معماری طاهریان در یمن است. بازسازی آن نمونه ای برای یمن و کشورهای همسایه است. این بنا در وضعیت نامناسبی قرار داشت تا اینکه در سال ۱۹۷۸ چندین مأموریت خارجی شروع به درک اهمیت و منحصر به فرد بودن آن کردند. این بنای مستطیل شکل به ابعاد ۲۳ متر در ۴۰ متر است و از دو طبقه بزرگ تشکیل شده‌است. یک کتیبه تاریخی بزرگ و قدرتمند با گچ بری اطراف اتاق، بر روی تمام طاق‌ها و گنبدها امتداد یافته و نقش‌های هندسی یا گلی و نوارهای متعدد با کتیبه‌های قرآنی را ارائه می‌دهد. | [ ۱۷ ] |
| ۴ | جبله         | جبله                      | اب     | ۱۷۲۱(ii)(iv)(v)  | ۲۰۰۲ | جبله یک پایتخت باستانی از سال ۱۰۶۴ تا ۱۱۳۸ است. این منطقه تحت تسلط سلیمانیان بود، سلسله ای که توسط علی السلیحی تأسیس شد. جاده ای که به آنجا منتهی می‌شود از مزارع پلکانی سورگوم می‌گذرد، این تراس‌ها پر از درختان عناب، درختان خرنوب، کاکتوس‌ها است که نشان دهنده ارتفاع نسبتاً کم و دمای معتدل است. این شهر از محیط اطراف خود جدایی ناپذیر است، که با آن نمونه بسیار خوبی از یک چشم‌انداز فرهنگی یکپارچه را تشکیل می‌دهد. این مجموعه معماری که یکی از بهترین آثاری است که در یمن دیده می‌شود، از سازه‌های سنگی و بناهای تاریخی متعدد از دوره فاطمی تشکیل شده‌است. مسجد اعظم که در زمان ملکه عروه (فاطمیان) در سال ۱۰۸۸ ساخته شده یکی از قدیمی‌ترین و زیباترین مسجدهای یمن است. | [ ۱۸ ] |
| ۵ | کوه هراز     | کوه حراز                  | صنعا   | ۱۷۲۲             | ۲۰۰۲ | این رشته کوه به دلیل موقعیتی که بین دشت ساحلی تیهاما و صنعا دارد، همیشه استراتژیک بوده‌است. هر شهر مانند یک دژ محافظت می‌شود. این کوه به تراس‌هایی به مساحت چند هکتار یا چندین هکتار بریده شده‌است که با دیوارهایی که گاهی به ارتفاع چندین متر محدود شده‌اند، محدود می شوند. این کوه بدون شک زیباترین و دلپذیرترین منطقه کشور است. | [ ۱۹ ] |
| ۶ |              | کوه برع                   | حدیده  | ۱۷۲۳             | ۲۰۰۲ | نمای غربی کوه، توسعه نیافته، پوشیده از پوشش گیاهی گرمسیری است که به قدری متراکم است که دسترسی به آن دشوار است. احتمالاً بازمانده ای از جنگل‌های بدوی است که برای هزاران سال ناپدید شده‌است. در آنجا می‌توان انواع گیاهان را مشاهده کرد. در پایین موز، در وسط قهوه، در بالا گندم رشد می‌کند. نمای شرقی آن به‌طور کامل شامل دهکده‌های زیادی است. مردم آداب و رسوم و لباس‌های خاص خود را متفاوت از سایر مناطق دارند. جوامع کوهستانی دور از محورهای ارتباطی اصلی هنوز ویژگی‌های خود را حفظ کرده‌اند. منطقه پنج طبقه از پوشش گیاهی تغییرات آب و هوایی را در طول ۲۰۰۰ متر نشان می‌دهد. این زیست اقلیم زیستگاه گونه‌های مختلف درخت (۳۰) و درختچه (۴۰) و همچنین حیوانات وحشی (۱۰) خزندگان (۱۲) و تعداد قابل توجهی از پرندگان بومی (۵۰+) و مهاجر (۳۰) و غیره است. | [ ۲۰ ] |
| ۷ | بالحاف       | بالحاف                    | شبوه   | ۱۷۲۴             | ۲۰۰۲ | بالحاف در میان تپه‌های شنی در کنار ساحل واحه ای است با نخل‌ها و شن‌های سفید. تپه ای به نام حسن الغراب با بقایای باستانی باقی مانده‌است و در آن یک آتشفشان خاموش، یک دریاچه دهانه‌ای با آب‌های فیروزه ای است. جاده ساحلی «کورنیش» به بوروم منتهی می‌شود. بروم، یک بندر معمولی ماهیگیری است که دارای گذشته‌ای باشکوه است، روستایی قدیمی که اطراف آن را کوره‌های گچ برای ماهیگیری احاطه کرده بود. | [ ۲۱ ] |
| ۸ | حوف، ۲۰۲۰    | ناحیه حوف                 | مهره   | ۱۷۲۶(vii)(x)     | ۲۰۰۲ | این منطقه به‌طور کلی شامل منطقه ظفار در عمان و منطقه حوف در یمن به عنوان مرکز تنوع گیاهی و به عنوان "واحه مه" در شبه جزیره عربستان که عمدتاً خشک است توصیف شده‌است. حتی اگر در سمت عمان اقدامات حفاظتی انجام شود، حفاظت خاص از منطقه آزمایشی حوف از دیدگاه بین‌المللی به دلیل تغییرات ظاهراً بومی محلی و فشار کمتر زمین در سمت یمن قابل توجیه است. این منطقه دومین منطقه بزرگ با پوشش درختی زیاد و تنوع گیاهی و جانوری بالا را تشکیل می‌دهد. تهدیدهای فعلی عمدتاً ناشی از افزایش سریع جمعیت در منطقه و نبود فرصت‌های درآمدی جایگزین به جز گسترش و تشدید کشاورزی و دامداری در خود منطقه است. | [ ۲۲ ] |
| ۹ |              | ناحیه ساحلی شارما / جتمون | حضرموت | ۱۷۲۷             | ۲۰۰۲ | این ناحیه در ۵۴ کیلومتری شرق مکلا قرار دارد و دارای دو دروازه است. معماری بخش قدیمی شهر ترکیبی از تکنیک‌های یمنی، عربی و هندو است. این شهر بدون شک به لطف روستای بادا که حمام‌های چشمه آب گرم را در خود جای داده‌است، در فهرست سایت گردشگری قرار گرفته‌است. علاوه بر این، روستای بندر، الحمی نیز برای گردشگران لذت بخش است. در ساحل آن به سمت عمان، سالانه هزاران لاک پشت برای ساختن لانه به انجا می‌آیند. | [ ۲۳ ] |